# Шейс, Даниел
Да́ниел Шейс (англ. Daniel Shays; ок. 1747, предположительно Хопкинтон, колония Массачусетс — 29 сентября 1825, Спарта, штат Нью-Йорк) — американский солдат и фермер, ветеран Войны за независимость США, в 1786—1787 годах возглавивший вооружённое фермерское восстание против центральных властей. На протяжении своей жизни Шейс категорически запрещал рисовать его портреты, поэтому истинный внешний вид этого человека неизвестен.

## Биография
Родился и вырос в бедной семье ирландских эмигрантов, занимавшихся фермерством, был вторым из шести детей; в 1772 году женился. С началом Войны за независимость вступил в Континентальную армию, с мая по декабрь 1775 года был 2-м лейтенантом Массачусетского полка, с января 1777 года — капитаном 5-го Массачусетского полка. Участвовал в Бостонской кампании, битвах при Лексингтоне и Конкорде, при Банкер-Хилле, при Саратоге, несколько раз был ранен; в октябре 1780 года был отправлен в отставку без выплаты за военную службу, после чего вернулся в Пелхэм, Массачусетс, где вернулся к работе на арендованной ферме и занимал ряд мелких должностей.
Вскоре после начала экономической депрессии, последовавшей за подписанием Версальского мирного договора с Великобританией (1783), Шейс подвергся судебному преследованию из-за долгов по налогам на имущество, которые он не мог выплатить из-за отсутствия жалования за военную службу. Многие фермеры-арендаторы, в том числе ветераны войны, оказались в таком же положении и подвергались конфискациям собственности и тюремным заключениям — правительство пыталось получить от мелких арендаторов как можно больше денег для выплат долгов по займам, взятым во время войны у европейцев. Шейс вместе с другими фермерами несколько раз направлял в Бостонское законодательное собрание петиции с жалобами и просьбами о помощи, однако они оставались без внимания. После нескольких лет неудачных прошений и тайных встреч он и несколько его сторонников, организовавших общество так называемых «регуляторов», решились на вооружённое восстание.
В сентябре 1786 года Шейс стал одним из нескольких человек, командовавших отрядами восставших. Причиной восстания стало принятое 19 сентября судом решение об аресте за долги одиннадцати будущих лидеров повстанцев, среди которых было трое близких друзей Шейса. В ходе восстания в Спрингфилде 26 сентября 1786 года произошло столкновение примерно 800 восставших под руководством Шейса и приблизительно такого же количества местных проправительственных ополченцев — это событие получило название «Бунт Шейса»; четыре человека были убиты, став первыми жертвами восстания, и многие получили ранения. Шейс и его люди пытались помешать созыву Верховного суда штата Массачусетс, опасаясь обвинительных приговоров для окрестных фермеров.
Зимой 1786 года начались столкновения между правительственными войсками и повстанцами. После нескольких стычек Шейс и его сторонники были 2 февраля 1787 года разбиты под Петершэмом в Массачусетсе. Шейс после этого бежал в Республику Вермонт, а в США был обвинён Верховным судом Массачусетса в государственной измене и заочно приговорён к смертной казни. В феврале 1788 года, однако, он подал прошение о помиловании. Оно вскоре было удовлетворено, и 13 июня того же года Шейс обосновался в Ренселларвилле, округ Шохери, штат Нью-Йорк, а затем переехал в Спарту (в этом же штате).
Позже федеральное правительство назначило Шейсу пенсию за его военную службу в период Войны за независимость — в виде ежемесячной выплаты в размере 20 долларов. До конца своей жизни он утверждал, что в период своей службы в ходе революции и действий во время восстания руководствовался одними и теми же принципами. Умер в бедности, был похоронен в Скоттсбурге (ныне часть Спарты, штат Нью-Йорк).